# Septumpiercing
Een septumpiercing is een piercing door het neustussenschot (septum). Het is mogelijk om het door het kraakbeen te piercen maar dit wordt niet aangeraden onder piercers. De meeste septumpiercings zijn dan ook door het dunne velletje, vlak onder het kraakbeen, gepiercet. Dit wordt onder piercers ookwel de "sweet spot" genoemd.
De piercing wordt vaak uitgevoerd met een naald van ongeveer 1,6 à 2,0 mm diameter. De piercing kan later verder gestretcht worden tot meerdere millimeter.
In een septumpiercing wordt vaak een gebogen staafje of "circular barbell" gedragen, onder andere vanwege het gemak waarmee de piercing verborgen kan worden. Door de opening in het ringetje kan de drager de piercing omhoog de neusgaten in klappen waardoor de piercing nagenoeg niet meer te zien is. Na stretching kan in het gaatje ook een vol of hol staafje (flesh tunnel) gedragen worden. Stretching is gewoonlijk gemakkelijk en niet erg pijnlijk, totdat het staafje of ringetje een diameter krijgt waarbij die begint te drukken op het meer gevoelige kraakbeen.

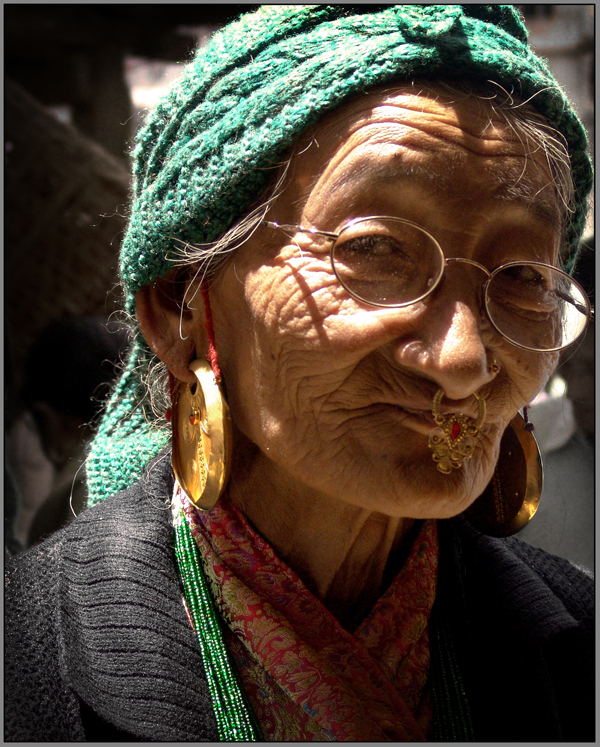
Traditionele septumpiercing
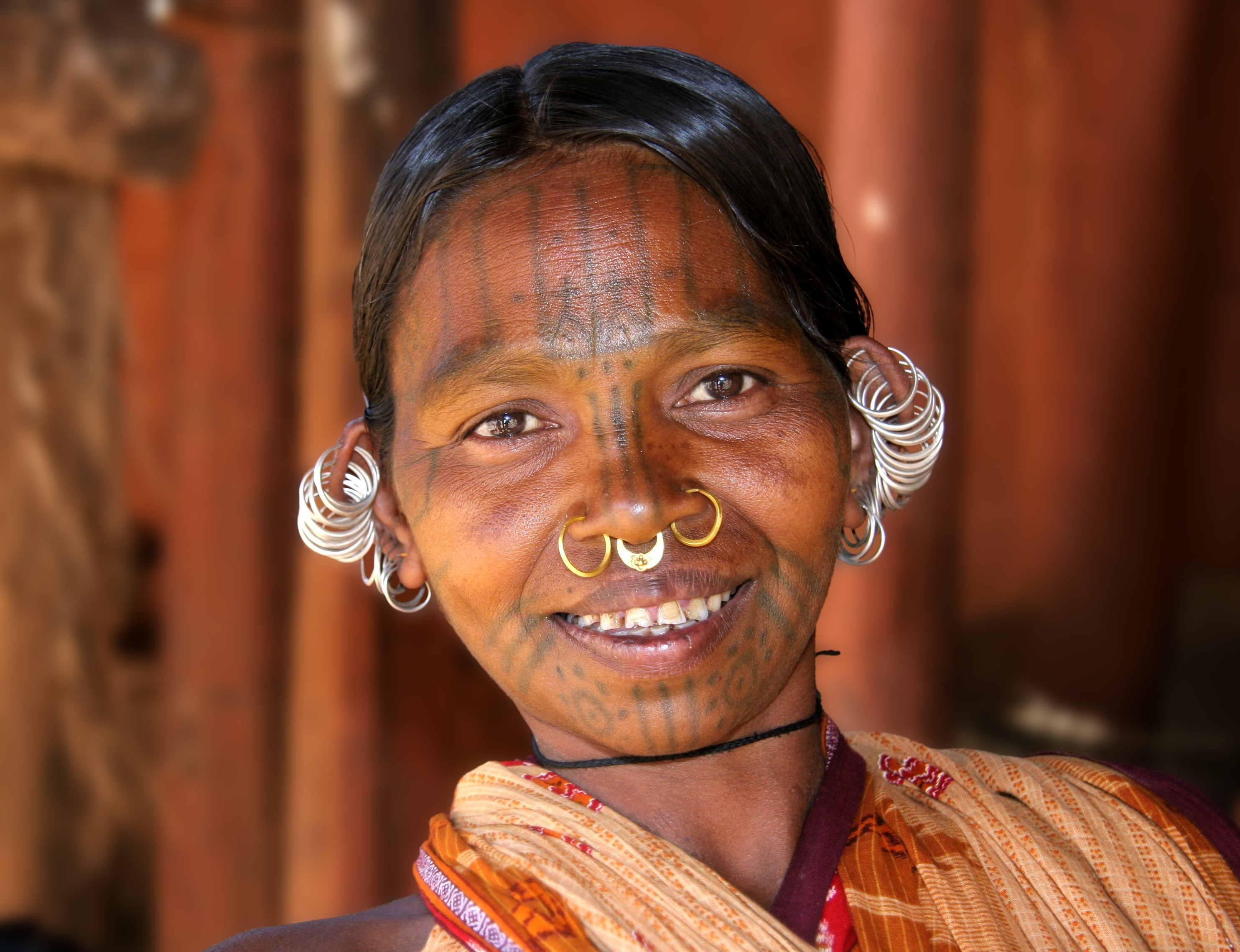
Khonds vrouw in India
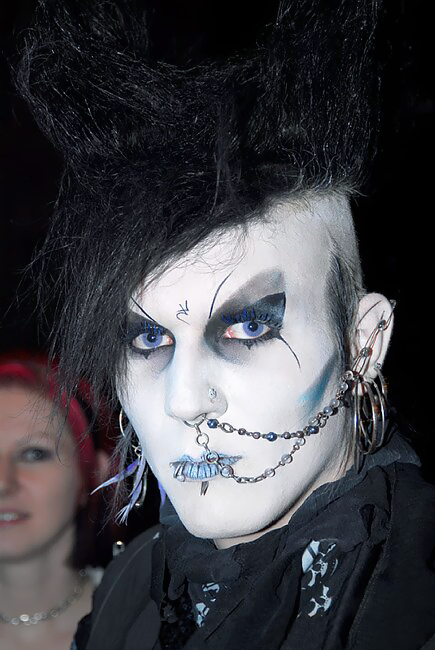
Gothic man